# Roger Scruton
Roger Vernon Scruton, FRSL KBE (Buslingthorpe, Lincolnshire, 27 de fevereiro de 1944 – 12 de janeiro de 2020) foi um filósofo e escritor inglês cuja especialidade era a estética. Scruton tem sido apontado como o intelectual britânico conservador mais bem-sucedido desde Edmund Burke. Foi nomeado como Cavaleiro Celibatário pela Rainha Elizabeth II em junho de 2016.
Scruton escreveu mais de trinta livros, incluindo Art and Imagination (1974), The Meaning of Conservatism (1980), Sexual Desire (1986), The Aesthetics of Music (1997), A Political Philosophy: Arguments for Conservatism (2006), Beauty (2009), Our Church (2012), How to be a Conservative (2014), The Palgrave Macmillan Dictionary of Political Thought e How to Think Seriously About the Planet: The Case for an Environmental Conservatism (2012). Ele também escreveu livros didácticos sobre filosofia e cultura, dois romances, e compôs duas óperas.
Ele abraçou o conservadorismo depois de testemunhar os protestos estudantis de maio de 1968 na França. Entre 1971 a 1992, ele foi professor de estética no Birkbeck, Universidade de Londres, além de ter ocupado diversos postos como acadêmico, inclusive nos Estados Unidos. Na década de 1980, ele ajudou a estabelecer redes acadêmicas subterrâneas na Europa Oriental controlada pelos soviéticos (considerada um "Centro de Subversão Ideológica" pela polícia soviética, onde filósofos visitantes como Jacques Derrida, Anthony Kenny e o próprio Scruton foram presos ou colocados no "Índice de Pessoas Indesejáveis"), fato pelo qual recebeu a Medalha de Mérito da República Tcheca (Primeira Classe) do então presidente Václav Havel em 1998. Após seis meses lutando contra um câncer, Scruton morreu em sua casa, na companhia de seus familiares, num domingo, dia 12 de janeiro de 2020.

## Vida

### Família
Scruton nasceu em Lincolnshire, filho de John "Jack" Scruton, um professor de Manchester e Beryl Claris Scruton. Ele foi criado com suas duas irmãs em Marlow e High Wycombe. O sobrenome Scruton foi adquirido posteriormente. Na certidão de nascimento de seu avô paterno o sobrenome que consta é Lowe; no da sua avó Margaret o documento não menciona um pai, portanto o sobrenome Scruton não consta em sua árvore genealógica. Entretanto Margaret decidiu batizar seu filho como Matthew Scruton. Scruton acha que sua avó foi funcionária de um Palácio feudal, chamado Scruton, e por isso batizou o filho com o sobrenome.
Seu pai foi criado em casas conhecidas como “back-to-back” (casa de tijolo tipicamente inglesa) em Upper Cyrus Street, uma área de centro da cidade de Manchester. Ele ganhou uma bolsa de estudos para Manchester High School, escola de gramática. Scruton disse ao The Guardian que seu pai Jack odiava as classes altas e amava o campo, ao passo que sua mãe gostava de romances de ficção. Ele descreveu sua mãe como "uma admiradora de um ideal de conduta cavalheiresco que seu pai Jack esforçava-se para destruir".

### Educação
Scruton vivia com seus pais, duas irmãs e o cão Sam, em uma casa geminada no estilo “pebbledashed” (outro típico estilo de casa inglesa) em High Wycombe. Embora seus pais tenham sido criados como cristãos, eles se consideravam humanistas, portanto o lar era uma "zona livre de religião". A relação de Scruton com seu o pai era difícil. Ele escreveu em Gentle Regrets: "Os amigos vêm e vão, passatempos e feriados passam pela sombra da alma como a luz do sol em um vento de verão, e o anseio pelo afeto é cortado em cada ponto pelo medo do julgamento". Depois de ser admitido no colégio, ele frequentou a Royal Grammar School High Wycombe de 1954 a 1962. Ele concluiu a escola com três notas A, em matemática pura e aplicada, física e química, na qual passou com méritos. Os resultados renderam-lhe uma bolsa integral em ciências naturais em Cambridge além de uma bolsa de estudos. Scruton conta que foi expulso da escola pouco tempo depois, quando o diretor encontrou o anfiteatro em chamas e uma garota seminua tentando apagar o fogo durante uma de suas peças. Quando contou à sua família que tinha ganhado um lugar em Cambridge, seu pai parou de falar com ele.
Com intuito de estudar ciências naturais, ingressou em Cambridge — onde sentia-se "socialmente distanciado de cada menino da escola de gramática mas espiritualmente em casa", Scruton acabou mudando de matéria para ciências morais (filosofia) no primeiro dia de faculdade. Graduou-se em 1965 e depois passou um tempo no exterior, lecionando na Universidade de Pau na França, onde conheceu sua primeira esposa, Danielle Laffitte.
Em 1967 começou sua tese de doutorado em Jesus College (Cambridge). Mais tarde, tornou-se pesquisador em Peterhouse, Cambridge, onde morava com Laffitte. Foi durante sua visita, em meio aos protestos estudantis, na França, em maio de 1968  que Scruton abraçou o conservadorismo pela primeira vez. Ele estava no Quartier Latin em Paris e vendo os alunos revirarem carros, quebrarem janelas e destruírem calçadas de pedra, pela primeira vez em sua vida "sentiu uma onda de raiva da política":
| “ | De repente percebi que estava do outro lado. O que eu vi foi uma multidão rebelde desordenada de hooligans autoindulgentes de classe média alta. Quando eu perguntei aos meus colegas o que eles queriam, o que eles estavam tentando alcançar, tudo o que eu recebi de volta foi um ridículo discurso marxista nonsense. Fiquei enojado com isso e pensei que poderia haver um caminho de volta para a defesa da civilização ocidental contra esse tipo de coisa. Foi quando eu me tornei um conservador. Eu sabia que queria conservar as coisas ao invés de destruí-las. | ” |

## Filosofia e obras

### Carreira
Scruton foi educado no Royal Grammar School High Wycombe (1954-1961), do qual foi expulso, pouco tempo antes de ser aceito, como bolsista, na Universidade de Cambridge. Licenciou-se em Ciências Morais (filosofia) em 1965. Tornou-se Mestre de Artes pela faculdade de Cambridge Jesus College em 1967. E ainda se tornou Doutor em Cambridge pela sua tese que tinha por tema a Estética. Scruton foi palestrante e professor de estética no Birkbeck College, Londres, de 1971 a 1992. Desde 1992 ele divide seu tempo entre a Universidade de Boston, o American Enterprise Institute em Washington, D.C., e a Universidade de St Andrews. Em 1982, ele ajudou a fundar o The Salisbury Review, um jornal de política conservadora, que ele editou por 18 anos, tendo fundado também o Claridge Press em 1987. Scruton faz parte do conselho editorial do British Journal of Aesthetics, e é um membro sênior do Ethics and Public Policy Center.
Além de sua carreira como filósofo e escritor, durante a Guerra Fria Scruton esteve envolvido no estabelecimento de universidades e redes acadêmicas clandestinas na Europa Central — a qual então permanecia sob controle da União Soviética — e, por seus esforços nessa área, recebeu vários prêmios e condecorações.

### Sobre a estética
Scruton se especializou em estética ao longo de sua carreira. De 1971 a 1992, ele lecionou sobre estética no Birkbeck, Universidade de Londres. Sua tese de doutorado formou a base de seu primeiro livro, Art and Imagination (1974), no qual ele argumentou que "o que demarca o interesse estético de outros tipos é que envolve a apreciação de algo por si mesmo". Depois disso, publicou ainda The Aesthetics of Architecture (1979), The Staesthetic Understanding (1983 e 1997), The Aesthetics of Music (1997) e Beleza (2010). Em 2008, uma conferência de dois dias foi realizada na Universidade de Durham para avaliar o impacto de Scruton no campo da estética, e em 2012 uma coleção de ensaios, denominada A Estética de Scruton, foi publicada pela Palgrave Macmillan.
Em um debate realizado no Intelligence Squared em março de 2009, Scruton (segundo o historiador David Starkey) propôs que "A Grã-Bretanha tornou-se indiferente à beleza" e exibiu uma imagem de O Nascimento de Vênus de Botticelli ao lado da supermodelo Kate Moss. Mais tarde, naquele ano, ele escreveu e apresentou um documentário da BBC, Why Beauty Matters, no qual ele argumentou que a beleza deveria ser restaurada à sua posição tradicional em arte, arquitetura e música. Ele escreveu que recebeu “mais de 500 e-mails de telespectadores, dizendo coisas como: 'Graças a Deus alguém está dizendo o que precisa ser dito'.” Em 2018 ele argumentou que a crença em Deus contribui para mais bela arquitetura: "Quem pode duvidar, ao visitar Veneza, que esta flor abundante de esforço estético foi enraizada na fé e regada por lágrimas penitenciais? Certamente, se queremos construir assentamentos hoje devemos prestar atenção à lição de Veneza. Devemos começar sempre com um ato de consagração, uma vez que assim colocamos as verdadeiras raízes de uma comunidade".

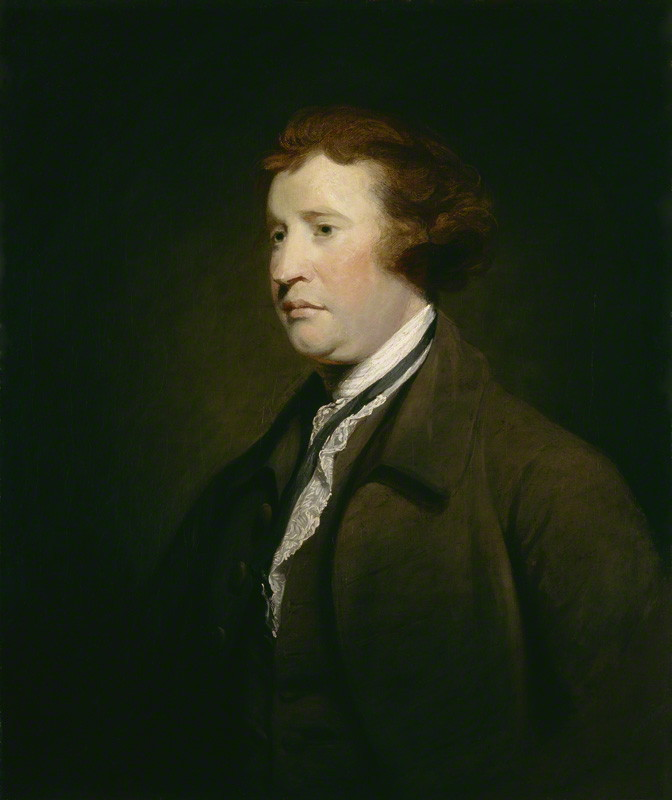
Edmund Burke foi uma das influências de Scruton. Embora Burke tenha escrito sobre revolução e não sobre o socialismo, Scruton convenceu-se de que as promessas utópicas do socialismo são acompanhadas por uma visão abstrata da mente que tem pouca relação com a maneira como as pessoas pensam. Convenceu-se ainda de que não há direção para a história, nem progresso moral ou espiritual; que as pessoas pensam coletivamente em direção a um objetivo comum apenas durante crises como a guerra, e que tentar organizar a sociedade dessa maneira requer um inimigo real ou imaginário.

Scruton se contrapõe a Tomás de Aquino e afirma que a beleza diz respeito aos sentimentos das pessoas, e não ao plano metafísico da verdade:
| “ | “Se for esse o caso, porém, o que seria a feiura? E por que fugimos dela? Como poderiam existir belezas perigosas, belezas corruptoras e belezas imorais? Ou então, caso essas sejam impossíveis, por que isso acontece — e o que nos leva a pensar o contrário? Não é minha intenção afirmar que Tomás de Aquino não tenha resposta para essas perguntas. No entanto, elas esclarecem os obstáculos encontrados por toda e qualquer filosofia que coloque a beleza no plano metafísico da verdade, de modo a arraigá-la no âmago mesmo do ser. Nossa resposta natural é a de que a beleza diz respeito às aparências, e não ao ser; além disso, talvez declaremos que ao explorar a beleza estamos investigando o sentimento das pessoas, e não a estrutura profunda de nosso mundo.” | ” |

### Sobre o Desejo Sexual
Scruton discute em Desejo Sexual (1986) o desejo e o amor erótico e os pontos de vista que os filósofos sustentaram sobre esses tópicos. Ele argumenta contra a visão de Platão de que o desejo sexual expressa a parte animal da natureza humana, enquanto o amor erótico é uma expressão de seu lado racional, e tenta fornecer uma base filosófica para a moralidade sexual e defender as visões morais numa base secular. Ele se baseia na filosofia analítica e na fenomenologia (apesar de algumas divergências com Edmund Husserl) e discute a distinção entre categorias que envolvem "significado funcional" e aquelas que envolvem "poder explicativo", respectivamente "tipos funcionais e naturais".
O filósofo da religião Christopher Hamilton descreveu a obra como "o relato filosófico mais interessante e perspicaz do desejo sexual" produzido dentro da filosofia analítica. O livro influenciou as discussões subsequentes sobre ética sexual. Martha Nussbaum creditou a Scruton em 1997 por ter fornecido "a tentativa filosófica mais interessante até agora de trabalhar com as questões morais envolvidas em nosso tratamento das pessoas como parceiras sexuais".

### Defesa do conservadorismo
A obra O que é o Conservadorismo foi particularmente marcante para a filosofia e realidade política da segunda metade do século XX (o pós-guerra; experiências socialistas europeias; Guerra Fria). Nesta obra Scruton trata não só da realidade política do século XX, com ênfase na realidade britânica, focando o Thatcherismo, que foi a nomenclatura adoptada para a política praticada por Margaret Thatcher, que toma o governo do Reino Unido em 1979 e abandona o mesmo em 1990 como a titular do cargo de maior duração do século XX. Este facto consagrava o sucesso que teve como primeira-ministra (tendo conduzido o Reino Unido à prosperidade após um longo período de pobreza e perda de riqueza extrema) e também como figura mundial. Scruton trata na sua obra a realidade do partido conservador Britânico, e da política feita no, e pelo, Reino Unido na segunda metade do século XX. Scruton crítica de uma forma distintamente formal e lógica (característica de Scruton) o governo da Baronessa Thatcher. Foi uma crítica particularmente polémica devido à popularidade (e impopularidade) da Dama de Ferro, sendo uma líder efectivamente polar, na opinião do povo britânico.
No livro Pensadores da nova esquerda Scruton analisa as obras de catorze intelectuais da chamada Nova Esquerda. Antes de tratar os autores individualmente, Scruton procura esclarecer o que é a esquerda política e por que escolheu abordar estes autores. Ao final, ele também explicita a perspectiva subjacente a suas análises, de maneira a deixar claro de que ponto de vista partem as críticas feitas. A partir das obras desses intelectuais, Scruton sintetiza como a esquerda chegou ao que chama de assimetria moral, isto é, à expropriação pela esquerda do estoque inteiro da virtude humana.

## Posições políticas
Mais tarde Scruton "reconcilia-se" no seu pensamento político com a "Dama de Ferro". Admitindo que talvez o liberalismo económico do thatcherismo, não a afastasse da ideologia conservadora, mas somente a afastasse da política contemporânea da Tory, mantendo-se fiel ao conservadorismo de raiz Burkeana.
Foi característico de Scruton não ser facilmente agradado pelos governos conservadores que o Reino Unido teve ao longo da sua existência, sendo que somente se assumiu verdadeiramente satisfeito com o governo de John Major. Antagonicamente é um ávido crítico do ex-primeiro-ministro David Cameron, que considera ter falhado em diversas ocasiões fundamentais no decorrer do seu mandato, entre elas, a imigração, integração cultural muçulmana no Reino Unido e multi-culturalismo.
A polêmica também foi decorrente de Scruton ter sido considerado, desde relativamente cedo, no seu plano filosófico, como uma das figuras de fundo da Tory (partido conservador Britânico), e uma das — se não a — grande figura do conservadorismo moderno. Esta crítica seria no futuro retirada, no entanto Scruton manteve-se como uma das figuras base do conservadorismo britânico moderno, e uma figura de consulta por parte da Tory e pelo plano político britânico na integra. Scruton continuou periódica e esporadicamente a dar pareceres públicos quanto à realidade sócio-política britânica.

## Morte
Scruton morreu no dia 12 de janeiro de 2020, aos 75 anos, em decorrência de um câncer. Vários pensadores, celebridades e políticos lamentaram a morte do autor, entre eles o Primeiro-ministro do Reino Unido, Boris Johnson, que escreveu: 
"RIP Sir Roger Scruton. Perdemos o maior pensador conservador moderno — que não apenas teve a coragem de dizer o que pensava, mas o disse lindamente."
Mario Vargas Llosa, Nobel de Literatura, escreveu: 
“[Scruton] foi uma das pessoas mais cultas que conheci. Podia falar de música, literatura, arqueologia, vinho, filosofia, Grécia, Roma, Bíblia e mil assuntos mais como um especialista, embora não fosse especialista em nada, pois, na verdade, era um humanista no estilo clássico (…) A partida de Scruton deixa em volta de nós um pavoroso vazio.”

O psiquiatra e escritor Theodore Dalrymple escreveu: 
“A obra de Scruton é tão abrangente que chamá-lo de Homem da Renascença me parece inapropriado. Ele publicou livros sobre Kant e Spinoza, sobre a obra Tristão e Isolda de Wagner, sobre a estética da música e da arquitetura, direitos dos animais, vinhos, caça, a importância da cultura, a natureza de Deus, a relação dos homens com a natureza e sobre muitos outros temas. Escreveu romances, pequenos contos e duas óperas. As palavras do Dr. Johnson para o epitáfio de Oliver Goldsmith vêm à mente: foram poucos os estilos por ele inexplorados, e em todos eles deixou sua marca.”
A escritora e ativista Ayaan Hirsi Ali descreveu Scruton como um "amigo querido e generoso, que se dedicou àqueles que buscavam conselhos e sabedoria, e esperava pouco em troca".

## Obra
| Filosofia - Art And Imagination: A Study in the Philosophy of Mind (1974) - The Aesthetics of Architecture (1979) - The Meaning of Conservatism (1980) - The Politics of Culture and Other Essays (1981) - A Short History of Modern Philosophy (1982) - A Dictionary of Political Thought (1982) - The Aesthetic Understanding: Essays in the Philosophy of Art and Culture (1983) - Kant (1982) - Untimely Tracts (1985) - Thinkers of the New Left (1985) - Sexual Desire (book)\|Sexual Desire: A Moral Philosophy of the Erotic (1986) - Spinoza (1987) - A Land Held Hostage: Lebanon and the West (1987) - Conservative Thinkers: Essays from The Salisbury Review (1988) - Conservative Thoughts: Essays from The Salisbury Review (1988) - The Philosopher on Dover Beach: Essays (1990) - Conservative Texts: An Anthology (ed.) (1992) - Modern Philosophy: An Introduction and Survey (1994) - The Classical Vernacular: Architectural Principles in an Age of Nihilism (1995) - An Intelligent Person's Guide to Philosophy (1996); republished as Philosophy: Principles and Problems (2005) - The Aesthetics of Music (1997) - On Hunting (1998) - An Intelligent Person's Guide to Modern Culture (1998); republished as Modern Culture (2005) | - Spinoza (1998) - England: An Elegy (2001) - The West and the Rest: Globalisation and the Terrorist Threat (2002) - Death-Devoted Heart: Sex and the Sacred in Wagner's Tristan und Isolde (Oxford University Press, 2004) - News From Somewhere: On Settling (2004) - The Need for Nations (2004) - Gentle Regrets: Thoughts from a Life (Continuum, 2005) - Animal Rights and Wrongs (2006) - A Political Philosophy: Arguments for Conservatism (2006) - Immigration, Multiculturalism and the Need to Defend the Nation State (2006) - Culture Counts: Faith and Feeling in a World Besieged (Encounter Books, 2007) - Beauty (2009) - I Drink Therefore I Am: A Philosopher's Guide to Wine (2009) - Understanding Music (2009) - The Uses of Pessimism: And the Danger of False Hope (2010) - Green Philosophy: How to Think Seriously About the Planet (2011); revised and republished as How to Think Seriously About the Planet: The Case for an Environmental Conservatism (2012) - The Face of God: The Gifford Lectures (2012) - Our Church: A Personal History of the Church of England (2012) - The Soul of the World (2014) - How to Be a Conservative (2014) - Fools, Frauds and Firebrands: Thinkers of the New Left (2015) - The Ring of Truth: The Wisdom of Wagner's Ring of the Nibelung (2016) - Confessions of a Heretic: Selected Essays (2017) - On Human Nature (2017) - Conservatism: An Invitation to the Great Tradition (2017) - Music as an Art (2018) | Ficção - Fortnight's Anger: a novel (1981) - Francesca: a novel (1991) - A Dove Descending and Other Stories (1991) - Xanthippic Dialogues (1993) - Perictione in Colophon: Reflections of the Aesthetic Way of Life (2000) - Notes from Underground (novela) (2014) - The Disappeared (novela) (2015) Opera - The Minister (1994) - Violet (2005) Em português - Kant, LPM - Tolos, Fraudes e Militantes, Record - Estética da Arquitetura, Martins Fontes - Coração Devotado à Morte - O sexo e o sagrado em Tristão e Isolda, de Wagner, É Realizações - Beleza, É Realizações - Sobre a Natureza Humana, Record - Pensadores da Nova Esquerda, É Realizações - O que é Conservadorismo, É Realizações - As Vantagens do Pessimismo - E o perigo da falsa esperança, É Realizações - O Rosto de Deus, É Realizações - Filosofia Verde - Como pensar seriamente o planeta, É Realizações - Uma Filosofia Política - Argumentos para o conservadorismo, É Realizações - Como Ser Um Conservador, Editora Record - Espinosa, UNESP - Desejo Sexual - Uma Investigação Filosófica, Vide Editorial - Arte e Imaginação - Um estudo em filosofia da mente, É Realizações - As Memórias de Underground, É Realizações - Confissões de um Herético, Âyiné - Uma Terra Feita Refém - O Líbano e o Ocidente, É Realizações |